# Sint-Pietersbandenkerk (Welle)

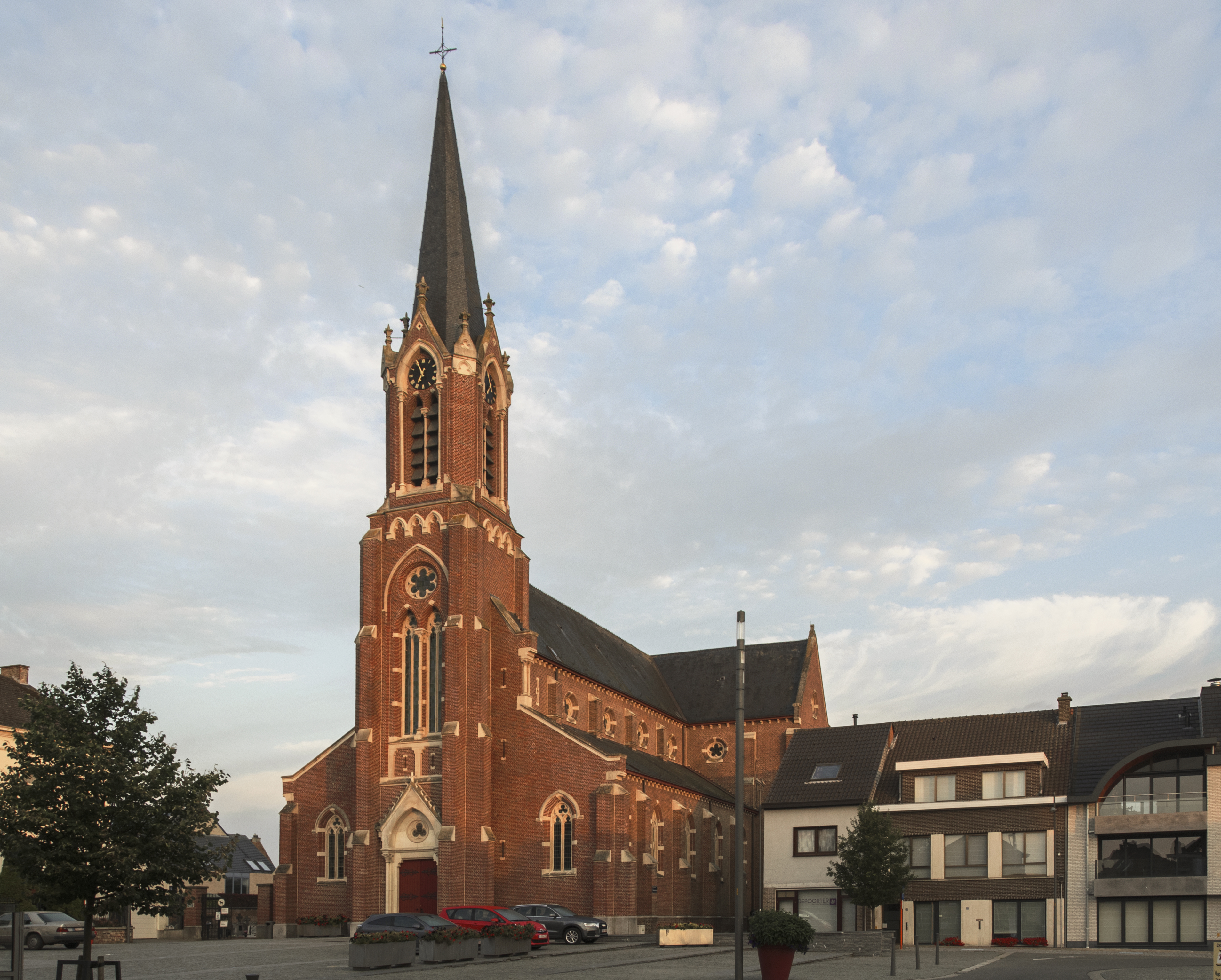
Sint-Pietersbandenkerk

De Sint-Pietersbandenkerk is de parochiekerk van de tot de Oost-Vlaamse gemeente Denderleeuw behorende plaats Welle, gelegen aan het Welleplein.

## Geschiedenis
Er stond midden op het Welleplein een kerk uit de 14e en 15e eeuw. Deze werd echter in 1875 afgebroken nadat in 1871 langs het plein een neogotische kerk was gereedgekomen. Deze was een ontwerp van Modeste De Noyette.

## Gebouw
Deze naar het noordwesten georiënteerde bakstenen basilicale kruiskerk heeft een halfingebouwde toren die een vierkante basis heeft en waarboven zich een achthoekige klokkenverdieping bevindt.
De kerk wordt omgeven door een kerkhof.

## Interieur
Het kerkmeubilair is neogotisch. Enkel de 18e-eeuwse tombe van het hoofdaltaar is afkomstig uit de oude kerk.